# Họ Hút mật
Họ Hút mật (danh pháp khoa học: Nectariniidae), là một họ trong bộ Sẻ (Passeriformes) chứa các loài chim nhỏ. Tổng cộng đã biết 132 loài trong 15 chi. Họ này chứa các loài chim có tên gọi chung trong tiếng Việt là hút mật, bắp chuối. Họ phân bố rộng khắp tại châu Phi, miền nam châu Á và có cả ở miền bắc Australia. Phần lớn các loài hút mật có thức ăn là mật hoa, mặc dù chúng cũng ăn cả sâu bọ, đặc biệt là khi nuôi chim non. Quả cũng là một phần thức ăn của một số loài. Chúng bay nhanh và thẳng bằng hai cánh ngắn.
Chim hút mật có các bản sao tương tự trong 2 nhóm có mối quan hệ họ hàng rất xa: chim ruồi ở châu Mỹ và ăn mật tại Australia. Sự tương tự bề ngoài chỉ là do tiến hóa hội tụ vì kiểu sống tương tự với thức ăn là mật hoa. Một vài loài hút mật có thể lấy mật hoa trong khi hai cánh vẫn vỗ và lơ lửng như chim ruồi, nhưng thông thường thì chúng đậu để ăn.

## Miêu tả
Các loài chim trong họ này có khối lượng từ 5 gam như ở hút mật bụng đen tới 30 gam như ở bắp chuối bụng vàng. Giống như chim ruồi, hút mật có dị hình giới tính mạnh, với chim trống thường có bộ lông sáng màu ánh kim. Ngoài ra, đuôi của chim trống thuộc nhiều loài là dài hơn, và về tổng thể thì chim trống to lớn hơn. Chim hút mật có mỏ cong xuống phía dưới, dài và mỏng, lưỡi hình ống với chóp dạng chổi, cả hai đều là sự thích nghi cho cuộc sống ăn mật hoa.
Các loài bắp chuối của chi Arachnothera có bề ngoài khác biệt với các thành viên khác của họ. Chúng thông thường lớn hơn các loài chim hút mật khác, với bộ lông màu nâu xám xịt và mỏ to cong xuống dưới.
Các loài hút mật sống tại các cao độ lớn sẽ rơi vào trạng thái lịm đi khi chúng đậu để nghỉ đêm, hạ thấp nhiệt độ cơ thể và đi vào trạng thái ít hoạt động, phản ứng chậm.

## Phân bố và môi trường sống
Hút mật là họ chim nhiệt đới Cựu thế giới, với các đại diện tại châu Phi, châu Á và Australasia. Tại châu Phi chúng chủ yếu được tìm thấy tại khu vực châu Phi hạ-Sahara và Madagascar nhưng cũng thấy có tại Ai Cập. Tại châu Á, hút mật sống tại khu vực duyên hải Hồng Hải và xa về phía bắc tới Israel, với khoảng hở trong sự phân bố của chúng kéo dài tới Iran, và từ đây chúng phân bố liên tục xa tới tận miền nam Trung Quốc và Indonesia. Tại Australasia, họ này có tại New Guinea, đông bắc Australia và quần đảo Solomon. Chúng nói chung không thấy có tại các đảo trên Thái Bình Dương và Ấn Độ Dương, ngoại trừ trên Seychelles. Sự đa dạng lớn nhất về loài có tại châu Phi, nơi có lẽ là nguồn gốc phát sinh ra họ này. Phần lớn các loài là chim không di trú theo mùa hoặc di trú theo mùa trên một khoảng cách ngắn. Hút mật sinh sống trong toàn bộ khu vực phân bố của họ trong khi bắp chuối chỉ sinh sống tại châu Á.
Hút mật và bắp chuối chiếm lĩnh một khoảng rộng các môi trường sống, với phần lớn các loài chủ yếu tìm thấy trong các rừng mưa, nhưng các môi trường sống khác mà họ này chiếm lĩnh còn bao gồm các rừng thứ sinh bị con người tác động, các đồng rừng thưa, các trảng cây bụi thưa và xavan, vùng cây bụi duyên hải và các rừng miền núi cao. Một vài loài nhanh chóng thích nghi với các cảnh quan bị con người biến đổi như các đồn điền, vườn và vùng đất nông nghiệp. Nhiều loài có thể chiếm lĩnh một khoảng rộng các môi trường sống, từ mực nước biển tới độ cao 4.900 m.

## Hành vi
Hút mật là chim hoạt động ban ngày, nói chung xuất hiện từng cặp hoặc đôi khi thành các nhóm gia đình nhỏ. Một vài loài đôi khi tụ tập thành các nhóm lớn, và hút mật có thể gia nhập cùng các loài chim khác để ồ ạt tấn công những kẻ thù săn mồi tiềm năng; mặc dù nó cũng có thể tấn công gây hấn với các loài chim khác, ngay cả khi chúng không phải là chim săn mồi, khi hút mật cần bảo vệ lãnh thổ của mình.

### Sinh sản

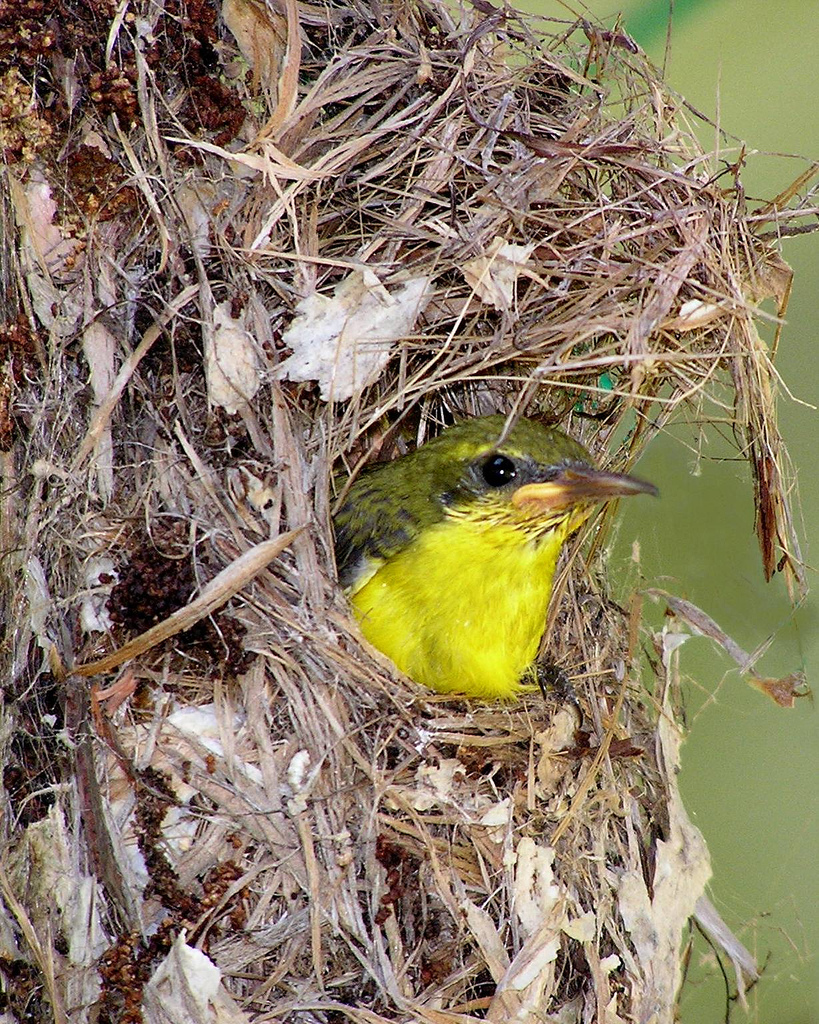
Hút mật họng tím non trong tổ

Những loài hút mật sinh sản ngoài khu vực xích đạo nói chung sinh sản theo mùa, với phần lớn các loài này sinh sản trong mùa mưa. Nó phản ánh sự có nhiều của côn trùng, sâu bọ để nuôi con non. Trong khi đó các loài sinh sản trong mùa khô, như hút mật họng vàng da bò, lại gắn liền với mùa ra hoa của các loại thức ăn thực vật ưa thích. Các loài chim hút mật sinh sản tại khu vực xích đạo thì sinh sản quanh năm. Chúng nói chung là chim có quan hệ tình dục kiểu một vợ một chồng và thường chiếm giữ lãnh thổ, mặc dù một số loài hút mật có hành vi cầu ngẫu trường.
Tổ của chim hút mật nói chung có hình dạng như một cái bọng, được bao quanh và treo lơ lửng từ các cành cây nhỏ. Tổ của bắp chuối là khác biệt với tổ hút mật và đôi khi là khác với các loài bắp huối khác. Một số, như bắp chuối mỏ dài, đan kết tổ hình chén nhỏ gắn vào mặt dưới của các chiếc lá to; tổ của bắp chuối má vàng là hình ống gắn tương tự vào mặt dưới lá cây to. Ở phần lớn các loài, chim mái tự mình làm tổ và đẻ tới 4 trứng. Hút mật mái làm tổ và ấp trứng một mình nhưng hút mật trống cũng hỗ trợ nuôi nấng chăm sóc con cái sau khi chúng nở. Ở bắp chuối thì cả chim trống lẫn chim mái đều ấp trứng. Tổ của cả hút mật lẫn bắp chuối đều là mục tiêu của các loài chim đẻ trứng nhờ, như cu cu và dẫn mật.

## Quan hệ với con người
Về tổng thể họ này ở tình trạng tốt hơn so với các họ khác, chỉ có 7 loài được coi là bị đe dọa tuyệt chủng. Phần lớn các loài có khả năng thích nghi tốt với các thay đổi trong môi trường sống, và mặc dù hấp dẫn nhưng những người nuôi chim không thích nuôi nhốt chúng vì chúng được coi là có giọng hót không hay và khó nuôi nhốt. Hút mật được coi là chim hấp dẫn và sẵn sàng bay vào các khu vườn nơi có trồng hoa để thu hút chúng. Có một số tác động tiêu cực từ các loài chim này, chẳng hạn hút mật ngực đỏ thắm được coi là chim có hại trong các đồn điền trồng ca cao do chúng lan truyền tầm gửi ký sinh.

## Hệ thống hóa
HỌ NECTARINIIDAE
- Chi Chalcoparia (đôi khi gộp trong chi Anthreptes)
  - Chalcoparia singalensis: Hút mật bụng hung hay hút mật má đỏ
- Chi Deleornis (đôi khi gộp trong chi Anthreptes)
  - Deleornis axillaris - đôi khi gộp trong D. fraseri: Hút mật đầu xám
  - Deleornis fraseri: Hút mật tua đỏ thắm
- Chi Anthreptes (khoảng 12 loài)
  - Anthreptes anchietae: Hút mật Anchieta
  - Anthreptes aurantium: Hút mật đuôi tím
  - Anthreptes gabonicus: Hút mật nâu chuột
  - Anthreptes griseigularis: Hút mật họng xám
  - Anthreptes longuemarei: Hút mật lưng tím miền tây
  - Anthreptes malacensis: Hút mật họng nâu[6]
  - Anthreptes neglectus: Hút mật lưng tím Uluguru
  - Anthreptes orientalis: Hút mật lưng tím Kenya
  - Anthreptes rectirostris: Hút mật lục
  - Anthreptes reichenowi: Hút mật lưng phẳng
  - Anthreptes rhodolaemus: Hút mật họng đỏ
  - Anthreptes rubritorques: Hút mật sọc
  - Anthreptes simplex: Hút mật bình nguyên
  - Anthreptes singalensis: Hút mật má hồng ngọc
- Chi Hedydipna (đôi khi gộp trong chi Anthreptes)
  - Hedydipna collaris: Hút mật khoang cổ
  - Hedydipna platura: Hút mật lùn
  - Hedydipna metallica: Hút mật thung lũng sông Nin
  - Hedydipna pallidigaster: Hút mật Amani
- Chi Hypogramma
  - Hypogramma hypogrammicum: Hút mật bụng vạch hay hút mật gáy tía[6]
- Chi Anabathmis (đôi khi gộp trong chi Nectarinia)
  - Anabathmis hartlaubii: Hút mật Principe
  - Anabathmis newtonii: Hút mật Newton
  - Anabathmis reichenbachii: Hút mật Reichenbach
- Chi Dreptes (đôi khi gộp trong chi Nectarinia)
  - Dreptes thomensis: Hút mật Sao Tome
- Chi Anthobaphes (đôi khi gộp trong chi Nectarinia)
  - Anthobaphes violacea: Hút mật ngực cam
- Chi Cyanomitra (đôi khi gộp trong chi Nectarinia)
  - Cyanomitra alinae: Hút mật đầu lam
  - Cyanomitra bannermani: Hút mật Bannerman
  - Cyanomitra cyanolaema: Hút mật nâu họng lam
  - Cyanomitra obscura: Hút mật ôliu miền tây
  - Cyanomitra olivacea: Hút mật ôliu miền đông
  - Cyanomitra oritis: Hút mật Cameroon
  - Cyanomitra veroxii: Hút mật màu chuột
  - Cyanomitra verticalis: Hút mật đầu lục
- Chi Chalcomitra (đôi khi gộp trong chi Nectarinia)
  - Chalcomitra adelberti: Hút mật họng vàng da bò
  - Chalcomitra amethystina: Hút mật Amethyst
  - Chalcomitra balfouri: Hút mật Socotra
  - Chalcomitra fuliginosa: Hút mật Carmelite
  - Chalcomitra hunteri: Hút mật Hunter
  - Chalcomitra rubescens: Hút mật họng lục
  - Chalcomitra senegalensis: Hút mật ngực đỏ thắm
- Chi Leptocoma (đôi khi gộp trong chi Nectarinia)
  - Leptocoma calcostetha: Hút mật lưng đen hay hút mật họng vàng đồng[6]
  - Leptocoma minima: Hút mật lưng đỏ
  - Leptocoma sericea (trước đây là Nectarinia aspasia): Hút mật đen
  - Leptocoma sperata: Hút mật họng hồng hay hút mật họng tía[6]
  - Leptocoma zeylonica: Hút mật phao câu tía
- Chi Nectarinia (8 loài theo nghĩa hẹp)
  - Nectarinia bocagii: Hút mật Bocage
  - Nectarinia famosa: Hút mật Malachite
  - Nectarinia johnstoni: Hút mật tua đỏ
  - Nectarinia kilimensis: Hút mật đỏ đồng
  - Nectarinia purpureiventris: Hút mật ngực tía
  - Nectarinia reichenowi: Hút mật cánh vàng
  - Nectarinia tacazze: Hút mật Tacazze
  - (Hút mật ngực cam, Anthobaphes violacea, đôi khi được gộp trong chi Necarinia.)
- Chi Cinnyris (đôi khi gộp trong chi Nectarinia)
  - Cinnyris afer: Hút mật khoang cổ kép lớn
  - Cinnyris chalybeus: Hút mật khoang cổ kép miền nam
  - Cinnyris chloropygius: Hút mật bụng ôliu
  - Cinnyris ludovicensis - đôi khi gộp trong C. afer: Hút mật khoang cổ kép miền núi
  - Cinnyris manoensis: Hút mật Miombo
  - Cinnyris mediocris: Hút mật khoang cổ kép miền đông
  - Cinnyris minullus: Hút mật nhỏ
  - Cinnyris moreaui: Hút mật Moreau
  - Cinnyris neergaardi: Hút mật Neergaard
  - Cinnyris preussi: Hút mật khoang cổ kép miền bắc
  - Cinnyris prigoginei - đôi khi gộp trong C. afer: Hút mật Prigogine
  - Cinnyris pulchellus: Hút mật đẹp
  - Cinnyris regius: Hút mật Regal
  - Cinnyris rockefelleri: Hút mật Rockefeller
  - Cinnyris stuhlmanni - đôi khi gộp trong C. afer: Hút mật Stuhlmann
  - Cinnyris loveridgei: Hút mật Loveridge
  - Cinnyris mariquensis: Hút mật Mariqua
  - Cinnyris shelleyi: Hút mật Shelley
  - Cinnyris congensis: Hút mật Congo
  - Cinnyris erythrocerca: Hút mật ngực đỏ
  - Cinnyris nectarinioides: Hút mật bụng đen
  - Cinnyris bifasciatus: Hút mật sọc tía
  - Cinnyris tsavoensis - đôi khi gộp trong C. bifasciatus: Hút mật Tsavo
  - Cinnyris chalcomelas: Hút mật ngực tím
  - Cinnyris pembae: Hút mật Pemba
  - Cinnyris bouvieri: Hút mật tua cam
  - Cinnyris oseus: Hút mật Palestine
  - Cinnyris habessinicus: Hút mật sáng
  - Cinnyris coccinigaster: Hút mật lộng lẫy
  - Cinnyris johannae: Hút mật Johanna
  - Cinnyris superbus: Hút mật Superb
  - Cinnyris rufipennis: Hút mật cánh hung
  - Cinnyris oustaleti: Hút mật Oustalet
  - Cinnyris talatala: Hút mật ngực trắng
  - Cinnyris venustus: Hút mật biến màu
  - Cinnyris fuscus: Hút mật tối màu
  - Cinnyris ursulae: Hút mật Ursula
  - Cinnyris batesi: Hút mật Bates
  - Cinnyris cupreus: Hút mật đồng
  - Cinnyris asiaticus: Hút mật họng đen hay hút mật tía[6]
  - Cinnyris jugularis: Hút mật họng tím hay hút mật lưng ôliu[6]
  - Cinnyris buettikoferi: Hút mật ngực vàng mơ
  - Cinnyris solaris: Hút mật ngực lửa
  - Cinnyris sovimanga: Hút mật Souimanga
  - Cinnyris dussumieri: Hút mật Seychelles
  - Cinnyris notatus: Hút mật Madagascar
  - Cinnyris humbloti: Hút mật Humblot
  - Cinnyris comorensis: Hút mật Anjouan
  - Cinnyris coquerellii: Hút mật Mayotte
  - Cinnyris lotenius: Hút mật mỏ dài
- Chi Aethopyga
  - Aethopyga primigenia: Hút mật mũ xám
  - Aethopyga boltoni: Hút mật núi Apo
  - Aethopyga linaraborae: Hút mật Lina
  - Aethopyga flagrans: Hút mật lửa
  - Aethopyga pulcherrima: Hút mật cánh kim
  - Aethopyga duyvenbodei: Hút mật thanh lịch
  - Aethopyga shelleyi: Hút mật dễ thương
  - Aethopyga belli: Hút mật đẹp
  - Aethopyga gouldiae: Hút mật họng vàng hay hút mật Gould[6]
  - Aethopyga eximia: Hút mật hông trắng
  - Aethopyga nipalensis: Hút mật Nepal hay hút mật đuôi lục[6]
  - Aethopyga christinae: Hút mật đuôi nhọn hay hút mật đuôi chẻ[6]
  - Aethopyga saturata: Hút mật ngực đỏ hay hút mật họng đen[6]
  - Aethopyga vigorsii - đôi khi gộp trong A. siparaja: Hút mật đỏ thắm miền tây
  - Aethopyga siparaja: Hút mật đỏ hay hút mật đỏ thắm[6]
  - Aethopyga mystacalis: Hút mật đỏ tươi
  - Aethopyga temminckii - đôi khi gộp trong A. mystacalis: Hút mật Temminck
  - Aethopyga ignicauda: Hút mật đuôi lửa
- Chi Arachnothera: bắp chuối (10-11 loài)
  - Arachnothera crassirostris: Bắp chuối mỏ dày
  - Arachnothera flavigaster: Bắp chuối bụng vàng hay bắp chuối khoang mắt[6]
  - Arachnothera robusta: Bắp chuối ngực vằn hay bắp chuối mỏ dài
  - Arachnothera longirostra: Bắp chuối mỏ dài hay bắp chuối nhỏ[6]
  - Arachnothera chrysogenys: Bắp chuối má vàng hay bắp chuối tai vàng[6]
  - Arachnothera clarae: Bắp chuối mặt trần
  - Arachnothera modesta - đôi khi gộp trong A. affinis: Bắp chuối ngực xám
  - Arachnothera affinis: Bắp chuối bụng xám hay bắp chuối ngực sọc[6]
  - Arachnothera everetti: Bắp chuối Borneo
  - Arachnothera magna: Bắp chuối đốm đen hay bắp chuối sọc[6]
  - Arachnothera juliae: Bắp chuối đầu trắng

## Thư viện ảnh

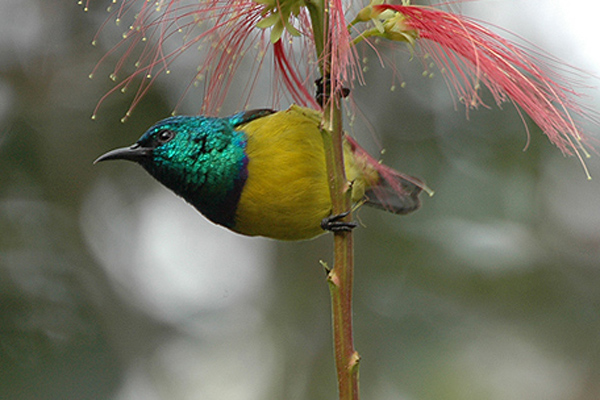
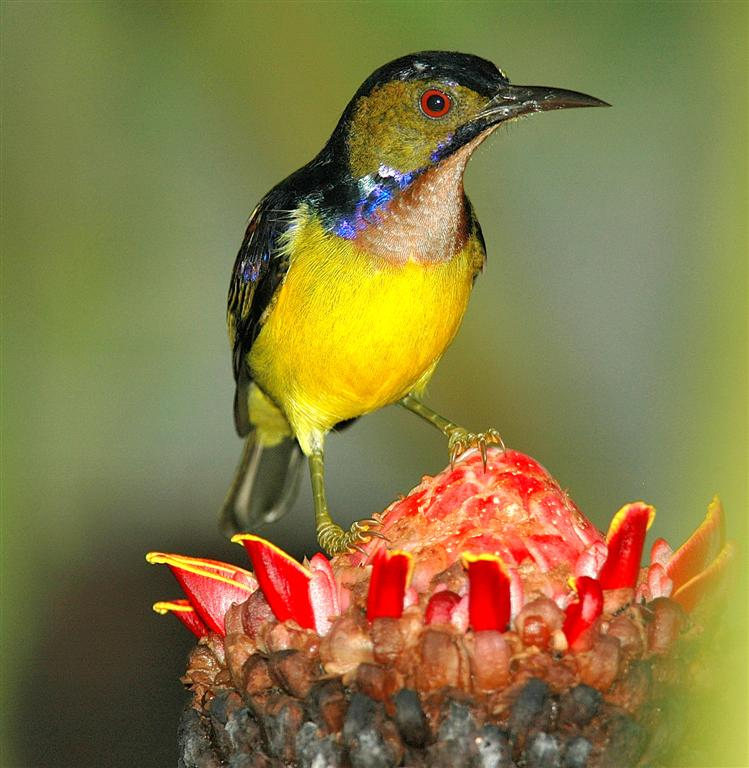
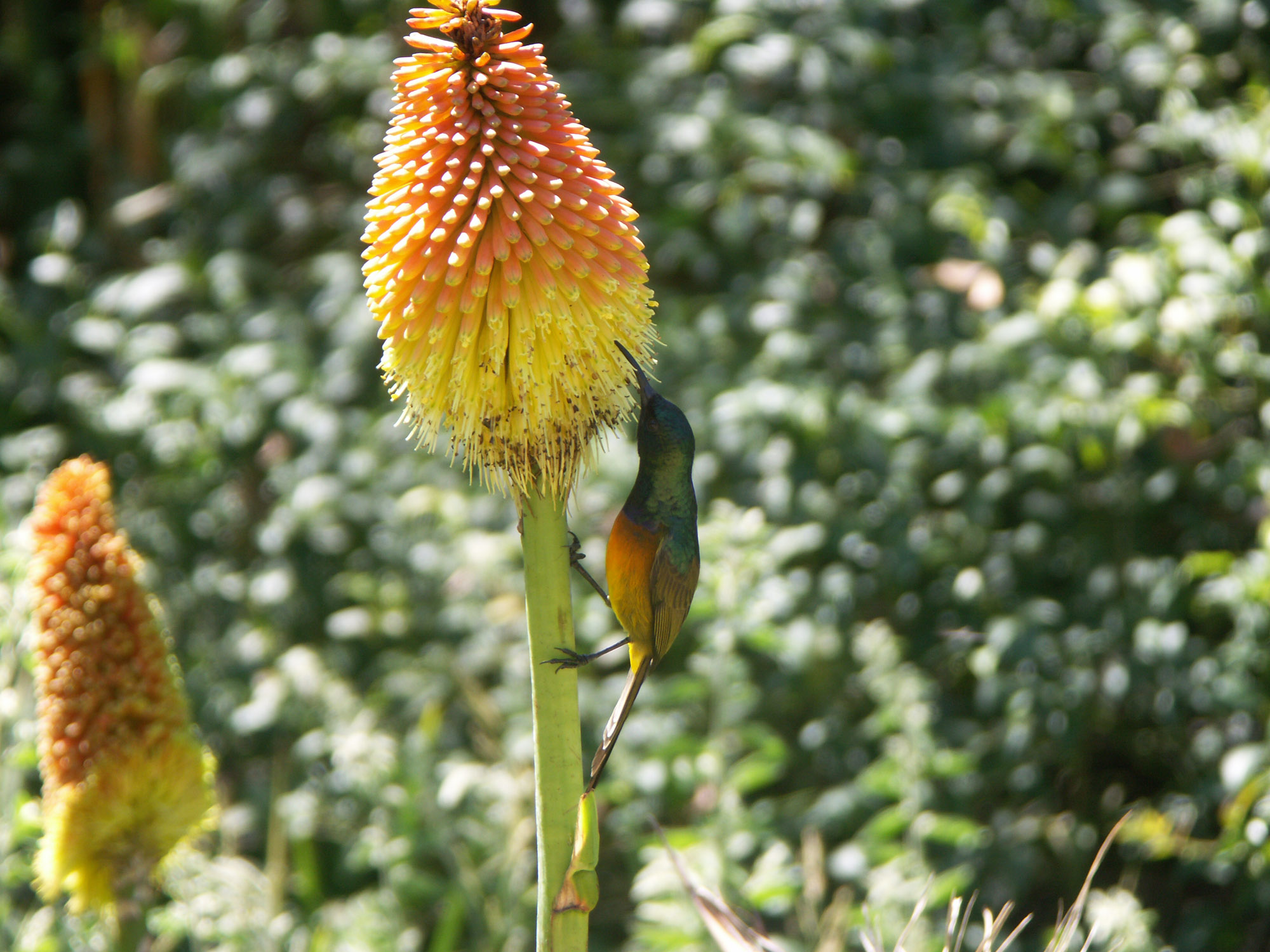
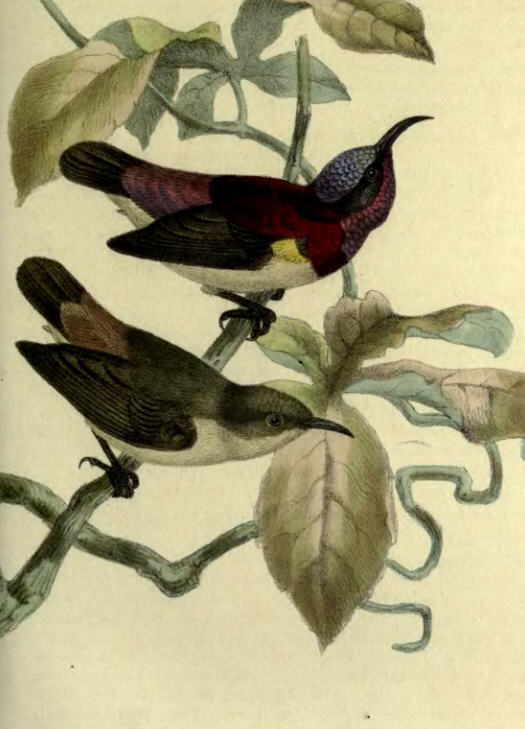
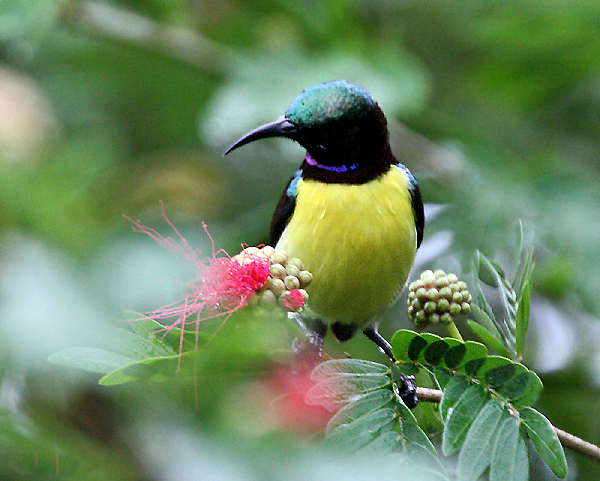
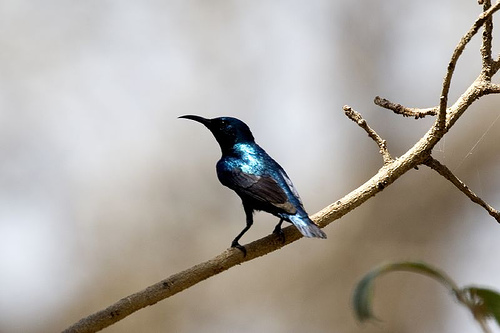
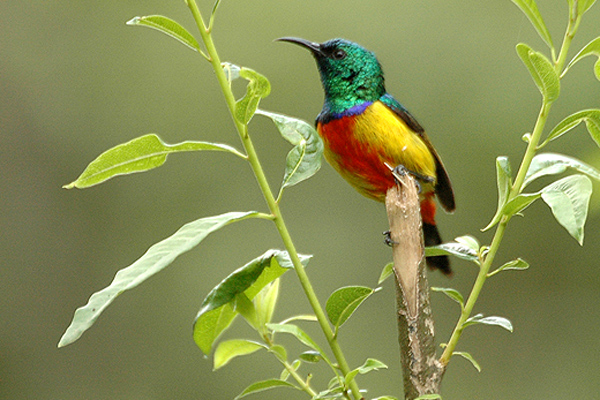
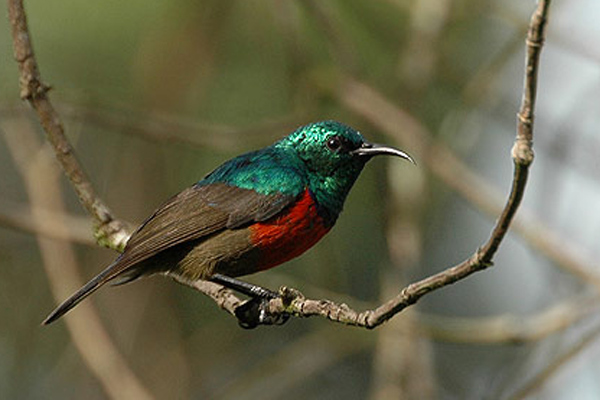
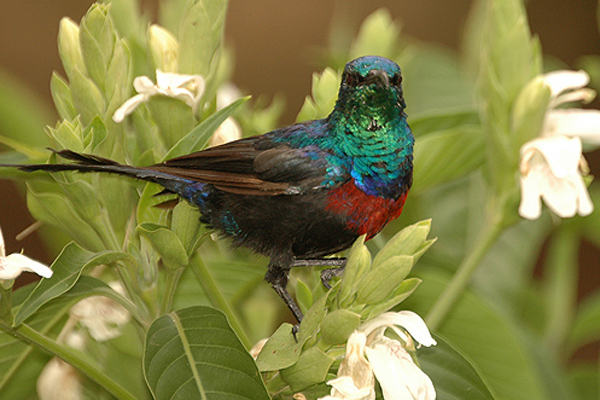
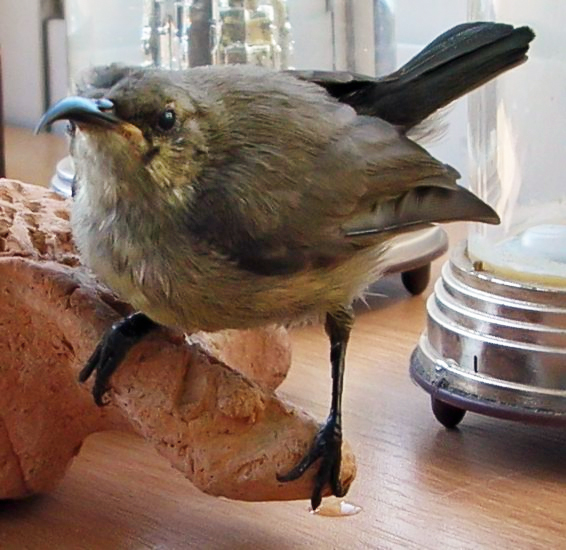
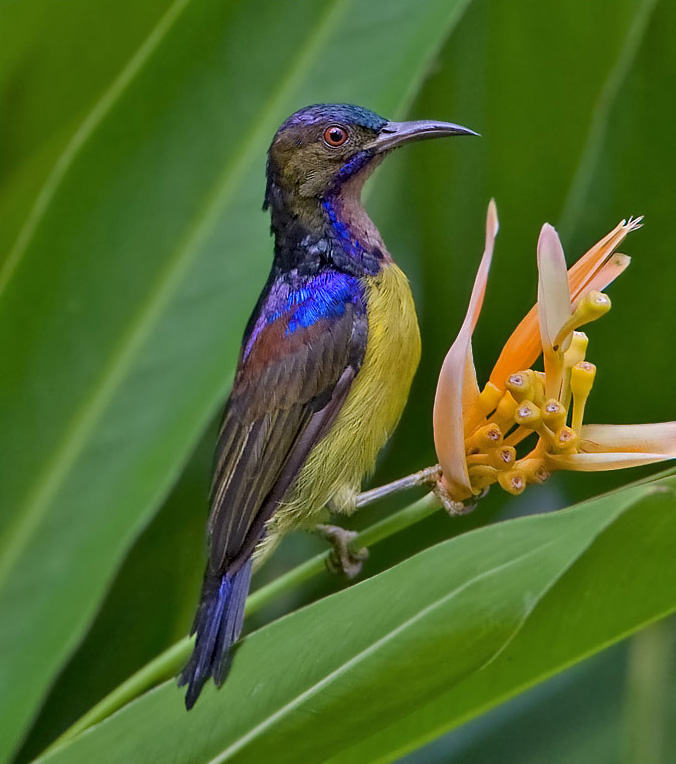